# Monica Lewinsky
Monica Samille Lewinsky (San Francisco, 23 luglio 1973) è un personaggio televisivo statunitense, ex stagista alla Casa Bianca che, a seguito di una relazione sessuale con il presidente degli Stati Uniti Bill Clinton, finì al centro dello scandalo Sexgate.

## Biografia

### Origini e formazione
Monica Lewinsky è nata a San Francisco ed è cresciuta nella California meridionale, nel Westside di Los Angeles. Suo padre, Bernard Lewinsky, ebreo tedesco trasferitosi in El Salvador e poi in California per sfuggire al nazismo, è un importante oncologo, mentre la madre, Marcia Kaye Vilensky, è un'autrice figlia di immigrati ebrei provenienti dalla Germania.
Dopo il trasferimento al College di Santa Monica si è laureata in psicologia al Lewis & Clark College a Portland nel 1995. Nell'estate dello stesso anno si trasferì a Washington, poiché venne selezionata per un tirocinio presso la Casa Bianca, durante la presidenza di Bill Clinton.

### Lo scandaloSexgate

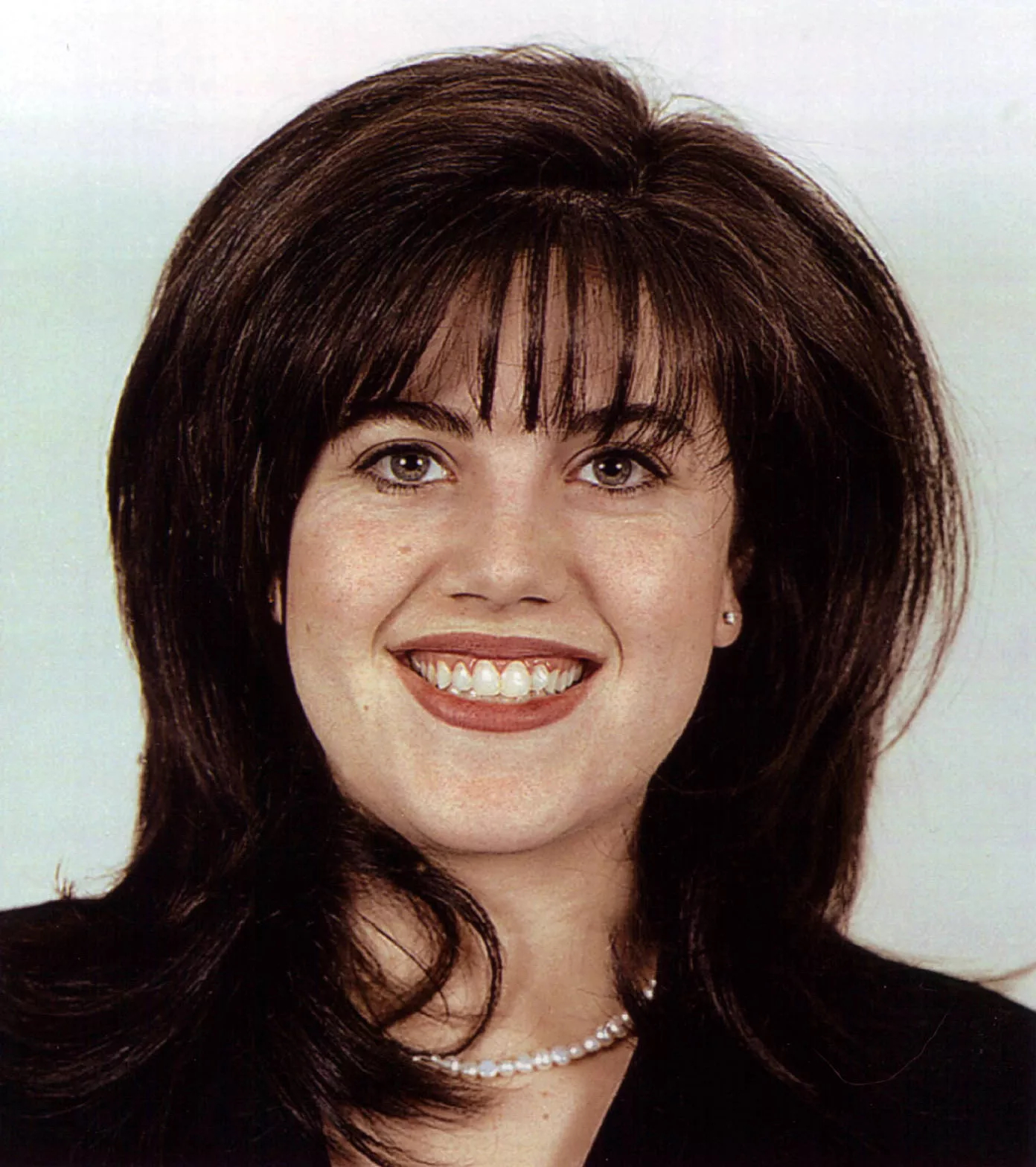
Monica Lewinsky nel 1997, all'epoca dello scandalo Sexgate

La relazione extraconiugale tra Monica Lewinsky e Bill Clinton cominciò quando la Lewinsky lavorava al dipartimento interno della Casa Bianca nel 1995. Lo scandalo, giornalisticamente noto come Sexgate, ha influenzato molto la seconda presidenza di Clinton, in particolare costringendo quest'ultimo a subire un lungo procedimento giudiziario per le accuse di spergiuro seguite alle sue dichiarazioni in merito alla vicenda rilasciate nel corso del processo per un caso di presunte molestie sessuali nei confronti della giornalista Paula Jones, conosciuta da Clinton quando era governatore dell'Arkansas.
Nel corso del processo il presidente degli Stati Uniti negò di avere avuto relazioni sessuali con Monica Lewinsky. Nel corso della sua testimonianza di fronte al grand jury del 17 agosto 1998, Clinton ammise invece di avere avuto una "relazione fisica impropria" con la stagista.

### Personaggio pubblico
Subito dopo lo scandalo, la Lewinsky ha iniziato una carriera di personaggio pubblico, partecipando a trasmissioni televisive e radiofoniche e nel 2004 ha scritto la propria autobiografia. Nel 2015 è tornata a parlare in pubblico della profonda umiliazione mediatica causata dal cyberbullismo.